# Лещанка (Бяльский повет)
Лещанка (пол. Leszczanka) — деревня в Бяльском повете Люблинского воеводства Польши. Входит в состав гмины Дрелюв. По данным переписи 2011 года, в деревне проживало 93 человека.

## География
Деревня расположена на востоке Польши, к западу от реки Рудки, на расстоянии приблизительно 14 километра к юго-западу от города Бяла-Подляска, административного центра повета. Абсолютная высота — 146 метров над уровнем моря. К востоку от населённого пункта проходит региональная автодорога 812.

## История
Согласно «Справочной книжке Седлецкой губернии на 1875 год» деревня входила в состав гмины Жероцин Радинского уезда Седлецкой губернии. В период с 1975 по 1998 годы входила в состав Бяльскоподляского воеводства.

## Население
Демографическая структура по состоянию на 31 марта 2011 года:
|         | Всего | До трудоспособного возраста | Трудоспособного возраста | Старше трудоспособного возраста |
| ------- | ----- | --------------------------- | ------------------------ | ------------------------------- |
| Мужчины | 46    | 11                          | 27                       | 8                               |
| Женщины | 47    | 7                           | 25                       | 15                              |
| Всего   | 93    | 18                          | 52                       | 23                              |